# Cruz y Raya
Cruz y Raya va ser un duo còmic espanyol, integrat per Juan Muñoz i José Mota des de l'any 1987 fins a l'any 2007.

## Trajectòria professional

### Inicis
Juan i José es van conèixer en 1985 fent la mili. Una vegada junts es van fer inseparables. El 2015 encara continuaven veient-se cada cert temps i es reunien per a diferents esdeveniments.
Després de la mili van muntar a Madrid 60 Personajes en busca de Humor, espectacle basat en la imitació de molts famosos. A partir d'aquest primer espectacle es van fer populars a les sales de festes de la capital. Convertits en reis de l'humor independent, els va arribar el torn a la ràdio: "El Banquillo" (Luis del Olmo), "La Bisagra" (Javier Sardá).

### Primeres incursions en televisió
Es van fer famosos dins de Antena 3 Radio, dins del programa "Viva la gente Divertida" que conduïa José Antonio Plaza. Hugo Stuven els va donar l'oportunitat de debutar en televisió amb una secció setmanal d'humor en la primera temporada del programa de varietats Pero... ¿esto qué es? (TVE), entre 1989 i 1990. Després van fer alguns especials per a la Primera. En 1990 apareixen en Telecinco, en el programa Tutti Frutti on van estar fins a mitjan 1991.
En 1990 intenten la seva primera i única incursió en el món del cinema (com a duo) de la mà del director Luis María Delgado en una pel·lícula anomenada "Ni se te ocurra...", que va passar sense pena ni glòria per les sales espanyoles. De fet, avui dia, és gairebé impossible trobar una còpia en DVD d'aquesta.
1993 ve a ser l'any del canvi. D'una banda van obtenir el seu primer programa propi, "Abierto en vacaciones", i per l'altre van presentar la gala de Nit de cap d'any, rellevant Martes y Trece.
A més de la tècnica humorística tan treballada, en la qual el públic observava una continuïtat i una evolució sense ruptura, el seu acolliment massiu responia també a la paròdia que no s'acarnissa amb el parodiat. Aquest estil sarcàstic no ofensiu mai va ferir la sensibilitat dels espectadors. Per a alguns, Cruz y Raya van ser mestres en l'art de ridiculitzar sense humiliar, amb l'única finalitat de l'entreteniment.
Aquest duo va doblar al castellà les quatre primeres pel·lícules d'animació de Shrek, i les va dotar del seu humor i frases peculiars.

### Separació
El 5 de novembre de 2007 comuniquen la seva dissolució com a duo, havent dividit la seva productora "Smile producciones" en dues. Es van donar mutu permís per a experimentar amb projectes per separat. L'últim programa en el qual apareixen junts col·laborant com a duo és el dia 31 de desembre de 2006 en l'especial de Cruz i Raya de Nit de cap d'any de La 1 de TVE. Des de llavors s'ha tornat a ajuntar per a alguns Sketch dels especials de Cap d'any de La 1 de TVE, per a doblar la pel·lícula d'animació Shrek, feliços per sempre..., per al programa de José Mota 'El Acabose', el 12 de maig de 2017 en TVE i poc més.

## Treballs

### Programes propis a televisió
- 1993 Abierto por vacaciones
- 1995 Estamos de vuelta
- 1996 Estamos de vuelta (Dos)
- 1998 Este no es el programa de los viernes
- 1999 - 2000 Estamos en directo
- 2000 - 2004 Cruz y Raya.com. 64 episodis dividits en quatre temporades. La quarta temporada es va emetre entre el 10 d'octubre de 2003 i el diumenge 11 d'abril de 2004, quan van acomiadar la quarta temporada amb un especial de preses falses i sketches d'aquesta.
- 2004 - 2007 Juan y José.show. Va començar el 8 d'octubre de 2004, amb la intenció de donar una major embranzida als sketches amb personatges propis que a les paròdies de famosos, amb intenció de representar la societat del moment. "Volem representar la realitat social des de la distància", declaraven al diari ABC en l'estrena de la temporada. Van començar amb una dura competència contra Homo Zapping, el programa de sketches de Antena 3, però es van imposar com a líders indiscutibles dels divendres. La fama que els precedia els continuava coneixent com a "Cruz y Raya", per la qual cosa el programa va començar a dir-se també 'Cruz i Raya.Show'. Tal va ser l'èxit del programa que TVE va reposar el programa per a la nit dels dilluns, després de Splunge, un programa d'humor amb un format semblant. La segona temporada va començar el 28 d'octubre de 2005, sent els líders de les nits dels divendres fins al 3 de març de 2006. En acabar la temporada, Juan Muñoz i part de l'equip van rodar la pel·lícula El Ekipo Já.[7] La segona temporada es va reprendre el 13 d'octubre de 2006 per acabar el dimecres 17 de gener de 2007.

### Seccions en altres programes de televisió
- 1989 - 1990 Pero... ¿esto qué es?
- 1989 ¿Pero qué estamos haciendo?
- 1990 Tutti Frutti
- 1992 Hola Rafaella
- 1992 Colón pirata
- 1993 No smoking
- 1994 Tebelevisión
- 1994 Vaya tele
- 1994 Aquí hemos venido a lo que hemos venido

### Especials de Nit de Cap d'Any
- 1993 Este año, Cruz y Raya... ¡Seguro!
- 1999 En efecto 2000
- 2000 2001, aunque sea en el espacio. 5.664.000 espectadores.
- 2001 La verbena de la peseta
- 2002 Al 2003... si hay que ir se va
- 2003 Regreso al 2004. El día del fin del año
- 2004 Érase una vez... 2004
- 2005 2005... Repaso al futuro
- 2006 2006...Perdiendo el Juicio: Operación maletín

### Ràdio
- 1990 - 1991 La Bisagra
- El banquillo
- Viva la gente divertida

### Pel·lícules
- 1990 Ni se te ocurra...

### Doblatge
- 2001: Shrek com Shrek (Mike Myers) (Juan) i Ase (Eddie Murphy) (José)
- 2004: Shrek 2 com Shrek (Mike Myers) (Juan) i Ase (Eddie Murphy) (José)
- 2007: Shrek Tercer com Shrek (Mike Myers) (Juan) i Ase (Eddie Murphy) (José)
- 2010: Shrek felices para siempre com Shrek (Mike Myers) (Juan) i Ase (Eddie Murphy) (José)
- 1998: Mulan (José Mota) com Mushu (Eddie Murphy)
- 2000: 102 Dalmatians (José Mota) com Bocazas (Eric Idle)
- 2001: Monsters, Inc. (José Mota) com Michael "Mike" Wazowski (Billy Crystal)
- 2013: Monsters University (José Mota) com Michael "Mike" Wazowski (Billy Crystal)
- 2016: The Angry Birds Movie (José Mota) com Chuck (Josh Gad)

### Altres
- 1991 Cruz y Raya en Concierto sentido del humor